# Новобахмутівка (Соловйовська сільська рада)
Новоба́хмутівка — село Очеретинської селищної громади Покровського району Донецької області, в Україні. Населення становить 191 осіб.

## Загальні відомості
Відстань до райцентру становить близько 28 км і проходить автошляхом місцевого значення.

## Населення
За даними перепису 2001 року населення села становило 191 особу, з них 84,82 % зазначили рідною мову українську та 13,09 %— російську.